# Манастир Ђурђеви ступови (Црна Гора)
Манастир Ђурђеви ступови код Берана у старој жупи Будимљи је манастир Епархије будимљанско-никшићке, односно Српске православне цркве. Манастир је задужбина Стефана Првослава (ум. пре 1220), сина великог жупана Тихомира, најстаријег брата Стефана Немање, а његов гроб се налази унутар манастира. Градња манастира је завршена 1213. године. Свети Сава је 1219. године успоставио Будимљанску епископију и у овом храму устоличио првог будимљанског епископа Јакова.

## Етимологија имена
Појам ступови означава куле, односно пиргове, који су подизани уз манастирске и остале храмове, првенствено у функцији звоника, али и ради одбране. Будимљански манастирски храм био је препознатљив по својим ступовима, па се тај назив одомаћио у називу манастира.

## Историја
У време подизања манастира, на самом почетку 13. века, жупа Будимља је још увек потпадала под надлежност старе Рашке епископије. Након црквеног преуређења, које је спроведено од стране првог српског архиепископа светог Саве поводом добијања аутокефалности (1219), манастир је постао средиште новоустановљене Будимљанске епископије, чији су архијереји након проглашења Српске патријаршије (1346) добили почасни наслов митрополита. Манастир је остао архијерејско седиште све до укидања епархије у 17. веку, а будимљанско подручје је враћено у састав Рашке епархије.
Од 18. до 20. века Турци су 5 пута пљачкали и палили манастир и то 1738, 1825, 1862, 1875. и 1912. године. Истакнуте личности овог манастира су били игуман Нићифор и игуман Мојсије Зечевић који је представљао духовног вођу Васојевића у борби против Турака.
У овом манастиру сачувани су делови старог живописа. По новијим истраживањима спољна припрата је живописана у време цара Душана. Остаци живописа у олтару такође потичу из Немањићког доба. Још колико 1930-тих у близини је постојао стари шупљи храст за кога се мислило да је засађен у време Немањића.
Одлуком Светог Архијерејског Сабора Српске православне цркве маја 2001. године, обновљено је епископско седиште у Ђурђевим Ступовима оснивањем Епархије Будимљанско-никшићке.
Дана 4. маја 2002. године у манастиру је устоличен Јоаникије Мићовић као епископ Будимљанско-никшићки.
Манастир је августа 2013. године обележио 800 година постојања, 3. августа је била свечана академија, а 4. августа литургија.
О једном од заслужнијих архимандрита ове свете обитељи, Данилу Радуловићу, писао је Цетињски вјесник 1912. године.

## Старешине манастира
- Мојсије Зечевић игуман манастира (1820—1852).
- Никодим Зечевић, игуман манастира (1852—1858).
- Јосиф Лекић, игуман манастира (1885—1886).
- Герасим Зечевић, игуман манастира (1886—1895).
- Данило Радуловић, игуман манастира (1897—1912).
- Прокопије Вековић, игуман манастира (1916—1919).
- Јосиф Лекић, игуман манастира (1922—1932).
- Рафаило Ђуровић, игуман манастира (1934—1937).
- Мелхиседек Ђуровић, игуман манастира (1938—1956).
- Григорије Траиловић, игуман манастира (1962—1965).
- Јустин Јукчевић, игуман манастира (1965—1967).
- Јустин Тасић, игуман манастира (1991—1992).
- Никодим Комљеновић, игуман манастира (1992—2002).
- Исаија Крговић, игуман манастира (2002—2003).
- Јоаникије Мићовић, игуман манастира (2003—2007).
- Данило Трпчевски, игуман манастира (2007—)